# Chris Seitz
Christopher Chris Seitz (ur. 12 marca 1987) – amerykański piłkarz grający na pozycji bramkarza.

## Kariera klubowa

### Wczesna kariera
Seitz w sezonie 2005/2006 rozpoczął przygodę z piłką nożną w klubie Maryland Terrapins. W pierwszym roku zdobył mistrzostwo NCAA national championship. Drużyna odniosła wówczas 13 zwycięstw, jeden raz zremisowała i odniosła 2 porażki. Seitz zanotował średnią 0,89 wpuszczonego gola na mecz. Podczas dwuletniego pobytu w drużynie Maryland średnia bramek wpuszczonych na mecz przez Amerykanina wyniosła 0,77. Zdobył nagrodę dla najlepiej grającego defensywnego zawodnika w 2006 roku.

### Profesjonalna kariera
Seitz w 2007 roku przeniósł się do drużyny Real Salt Lake. Podczas dwóch pierwszych występów w nowym klubie zanotował średnią 2,5 gola wpuszczonego na mecz, a jego drużyna nie odniosła zwycięstwa. W 2009 roku został wypożyczony do Cleveland City, gdzie rozegrał jedno spotkanie. Potem wypożyczono go do Portland Timbers. W ciągu trzech sezonów spędzonych w Real Salt Lake nie był w stanie rywalizować z Nickiem Rimando, który był pierwszym bramkarzem. 25 listopada 2009 roku został sprzedany do Philadelphi Union. W nowej drużynie rozegrał 22 spotkania, lecz Brad Knighton wygrał z nim rywalizację o miano pierwszego bramkarza. Statystyki Seitza były bardzo słabe (1,8 gola wpuszczonego na mecz) i drużyna Philadelphi nie zdecydowała się podpisać z nim nowej umowy. W 2011 roku podpisał umowę z FC Dallas. Zadebiutował w przegranym 4-2 meczu z San Jose Earthquakes. Z powodu kontuzji Kevina Hartmana zagrał w meczu z Vancouver Whitecaps. Pod nieobecność pierwszego bramkarza zagrał w kolejnych 2 spotkaniach. We wrześniu 2012 chwilowo zakończył grę w piłkę nożną, kiedy to zgodził się zostać dawcą szpiku kostnego, aby uratować życie przypadkowemu nieznajomemu.

## Kariera reprezentacyjna
W dniu 9 września 2007 roku Seitz został powołany do reprezentacji USA U-20 na mecz z Brazylią. Dostał także powołanie do kadry U-23 na mecze eliminacyjne do Igrzysk Olimpijskich CONCACAF w 2008 roku.

## Sukcesy

### Klubowe
Real Salt Lake
- MLS Cup: 2009
- MLS: 2009

### Indywidualne
- Humanitarny gracz roku MLS: 2012